# 1. Liga Promotion 2012/13
Die 1. Liga Promotion 2012/13 war die 1. Spielzeit der neu eingeführten dritten Schweizer Spielklasse im Fussball der Männer. Sie umfasste 16 Mannschaften. Erster Meister wurde der FC Schaffhausen, der dadurch zum zweiten Mal in Folge aufstieg. Die vier U-21-Mannschaften der 1. Liga Promotion konnten alle den Ligaerhalt sichern. Absteiger waren am Ende der Saison der FC Fribourg und Yverdon-Sport.

## Modus
Die sechzehn Vereine der neuen 1. Liga Promotion traten je zweimal gegen jeden Gegner an, einmal im heimischen Stadion, einmal auswärts. Insgesamt absolvierte so jedes Team 30 Spiele.
Der Erstklassierte stieg am Ende der Saison in die Challenge League auf, die zwei Letztklassierten in die 1. Liga Classic ab.

## Tabelle
| Pl. | Verein                  | Sp. | S  | U  | N  | Tore    | Diff. | Punkte |
| --- | ----------------------- | --- | -- | -- | -- | ------- | ----- | ------ |
| 1. | FC Schaffhausen (N)     | 30  | 21 | 5  | 4  | 075:290 | +46   | 68     |
| 2. | FC Basel II (N)         | 30  | 21 | 5  | 4  | 081:380 | +43   | 68     |
| 3. | SC YF Juventus (N)      | 30  | 20 | 6  | 4  | 075:290 | +46   | 66     |
| 4. | FC Sion II (N)          | 30  | 13 | 11 | 6  | 057:390 | +18   | 50     |
| 5. | FC Tuggen (N)           | 30  | 15 | 2  | 13 | 059:550 | +4    | 47     |
| 6. | FC Zürich II (N)        | 30  | 11 | 11 | 8  | 058:490 | +9    | 44     |
| 7. | SC Kriens (A)           | 30  | 13 | 5  | 12 | 054:490 | +5    | 44     |
| 8. | SR Delémont (A)         | 30  | 10 | 8  | 12 | 040:430 | −3    | 38     |
| 9. | BSC Old Boys Basel (N)  | 30  | 10 | 7  | 13 | 042:480 | −6    | 37     |
| 10. | Stade Nyonnais (A)      | 30  | 8  | 9  | 13 | 043:510 | −8    | 33     |
| 11. | FC Breitenrain Bern(N)  | 30  | 8  | 9  | 13 | 040:630 | −23   | 33     |
| 12. | SC Brühl St. Gallen (A) | 30  | 8  | 8  | 14 | 040:560 | −16   | 32     |
| 13. | FC St. Gallen II (N)    | 30  | 9  | 5  | 16 | 044:610 | −17   | 32     |
| 14. | Étoile Carouge FC (A)   | 30  | 9  | 5  | 16 | 035:540 | −19   | 32     |
| 15. | FC Fribourg (N)         | 30  | 8  | 7  | 15 | 038:570 | −19   | 31     |
| 16. | Yverdon-Sport FC (N)    | 30  | 2  | 5  | 23 | 025:850 | −60   | 11     |
| Endstand (A) Absteiger der Saison Challenge League 2011/12 (N) Neuaufsteiger der Saison 1. Liga (Fussball) 2011/12 Aufstieg in die Challenge League 2013/14 Abstieg in die 1. Liga Classic |                         |     |    |    |    |         |       |        |

## 1. Liga Classic – Aufstiegsspiele

### Zwischenrunde
Von den drei Gruppen der 1. Liga Classic nahmen jeweils die Gruppensieger und Gruppenzweiten sowie die beiden besten Gruppendritten an der Zwischenrunde teil. U-21-Mannschaften waren davon ausgeschlossen, es sei denn, eine U-21-Mannschaft aus der 1. Liga Promotion sei abgestiegen, da maximal vier U-21-Mannschaften an der 1. Liga Promotion teilnehmen durften. Die Sieger der Begegnungen qualifizierten sich für die Aufstiegsrunde.
| Datum                  |                 | Gesamt |            | Hinspiel | Rückspiel |
| ---------------------- | --------------- | ------ | ---------- | -------- | --------- |
| 29. Mai / 1. Juni 2013 | FC Meyrin       | 2:3    | FC Baden   | 1:1      | 1:2       |
| 29. Mai / 1. Juni 2013 | US Terre Sainte | 6:5    | SC Cham    | 2:2      | 4:3       |
| 29. Mai / 1. Juni 2013 | FC Zug 94       | 3:4    | FC Köniz   | 2:1      | 1:3       |
| 29. Mai / 2. Juni 2013 | FC Grenchen     | 1:4    | FC Le Mont | 0:2      | 1:2       |

### Aufstiegsrunde
Die Sieger aus den beiden Begegnungen der Aufstiegsrunde nahmen in der Saison 2013/14 an der 1. Liga Promotion teil.
| Datum                  |            | Gesamt |                 | Hinspiel | Rückspiel |
| ---------------------- | ---------- | ------ | --------------- | -------- | --------- |
| 5. Juni / 9. Juni 2013 | FC Le Mont | 4:2    | FC Baden        | 1:0      | 3:2       |
| 5. Juni / 9. Juni 2013 | FC Köniz   | 5:1    | US Terre Sainte | 3:0      | 2:1       |

### Barrage
Da man mit einem Konkursverfahren gegen die AC Bellinzona gerechnet hatte, sollte deren Startplatz in der 1. Liga Promotion neu besetzt werden. Deshalb sollte ein drittes Team aus der 1. Liga Classic aufsteigen. Hierzu traten die unterlegenen zwei Mannschaften der Aufstiegsrunde am 12. Juni 2013 in einem Barragespiel auf neutralem Terrain (Bulle FR) gegeneinander an. Allerdings wurde die AC Bellinzona nicht fristgerecht aus der 1. Liga Promotion zurückgezogen. Die Liga musste daher mit der AC Bellinzona planen und die US Terre Sainte verblieb in der 1. Liga Classic. In der folgenden Saison wurde nach wenigen Partien die AC Bellinzona aus der Meisterschaft ausgeschlossen, und die Spielzeit wurde mit 15 Teams beendet.
| Datum         |                 | Ergebnis  |          |
| ------------- | --------------- | --------- | -------- |
| 12. Juni 2013 | US Terre Sainte | 4:2 n. V. | FC Baden |

## Stadien
| Verein             | Stadion                           | Kapazität |                     | Verein                   | Stadion | Kapazität |
| FC Sion II         | div. u. a. Stade de Tourbillon    | 20'200    | SC Kriens           | Stadion Kleinfeld        | 5'500   |           |
| Étoile Carouge FC  | Stade de la Fontenette            | 10'200    | SR Delémont         | La Blancherie            | 5'263   |           |
| FC Fribourg        | Stade Universitaire Saint-Léonard | 10'000    | FC Tuggen           | Linthstrasse             | 4'250   |           |
| BSC Old Boys Basel | Stadion Schützenmatte             | 08'000    | FC Schaffhausen     | Stadion Breite           | 4'200   |           |
| Stade Nyonnais     | Centre sportif de Colovray        | 07'200    | SC Brühl St. Gallen | Paul-Grüninger-Stadion   | 4'200   |           |
| FC Basel II        | Stadion Rankhof                   | 07'000    | SC YF Juventus      | div. u. a. Utogrund      | 2'850   |           |
| Yverdon-Sport FC   | Stade Municipal                   | 06'500    | FC Breitenrain      | Spitalacker              | 1'450   |           |
| FC St. Gallen II   | Sportanlage Espenmoos             | 05'700    | FC Zürich II        | Sportplatz Heerenschürli | 1'120   |           |